# Échilleuses
Échilleuses is een gemeente in het Franse departement Loiret (regio Centre-Val de Loire) en telt 331 inwoners (2005). De plaats maakt deel uit van het arrondissement Pithiviers.

## Geografie
De oppervlakte van Échilleuses bedraagt 12,4 km², de bevolkingsdichtheid is 26,7 inwoners per km².
De onderstaande kaart toont de ligging van Échilleuses met de belangrijkste infrastructuur en aangrenzende gemeenten.

## Demografie
Onderstaande figuur toont het verloop van het inwonertal (bron: INSEE-tellingen).